# Eiffel 65
Eiffel 65, talijanski eurodance tercet, jedan od najutjecajnijih u tom žanru koji je vrhunac doživio 1990-ih i 2000-ih. Najpoznatiji po međunarodnoj uspješnici "Blue (Da Ba Dee)" koja je i proslavila sastav u svijetu, pribavivši mu naslov evergreena eurodancea.
Sinonim je zlatnog doba eurodancea 90-ih godina 20. stoljeća i početka 21. stoljeća. Općenito je jedan od rijetkih talijanskih glazbenih sastava koji su postigli međunarodni uspjeh.

## Ime
Podrijetlo imena sastava proizašlo je iz slijeda slučajnosti. Prvi dio imena, Eiffel, nasumično je odabrao računalni program, dok je broj 65 greškom pripisan na demoalbumu - zapravo je bio dio telefonskog broja.

## Povijest sastava
Sastav su 1998. osnovali Jeffrey Jey, Maurizio Lobina i Gabry Ponte. Iduće godine objavili su svoj debitantski album Europop, koji se pokazao vrlo uspješnim, te se nalazio na 6. mjestu Billboard 200 top ljestvice. U Sjedinjenim Državama album je prodan u dva milijuna primjeraka postavši tako najprodavaniji album nekog talijanskog (i europskog) eurodance sastava. S albuma su objavljeni singlovi "Blue (Da Ba Dee)", "Move Your Body" i "Too Much of Heaven". Nakon toga, objavili su još dva albuma, Contact! i Eiffel 65, no bez većeg uspjeha. Sastav se raspao 2005., kada je Gabry Ponte odlučio pokrenut solo karijeru, a Jeffrey Jey i Maurizio Lobina osnovali novi sastav Bloom 06.
U lipnju 2010. na mrežnoj stranici sastava Bloom 06 objavljena je vijest kako će Eiffel 65 ponovno početi s djelovanjem, produkcijom novih pjesama te će ponovno održavati turneje.

## Članovi sastava
- Jeffrey Jey - vokal, bas
- Maury Lobina - klavijature, gitara
- Gabry Ponte - producent

## Diskografija
- Europop (1998.)
- Contact! (2001.)
- Eiffel 65 (2003.)